# Gheorghe Flondor
Gheorghe cavaler de Flondor, în germană: Georg Ritter von Flondor, (n. 31 august 1892, orașul Roman – d. 26 aprilie 1976, București) a fost un om politic român, care a îndeplinit funcția de rezident regal al ținutului Suceava (7 februarie 1939 - 23 septembrie 1940).

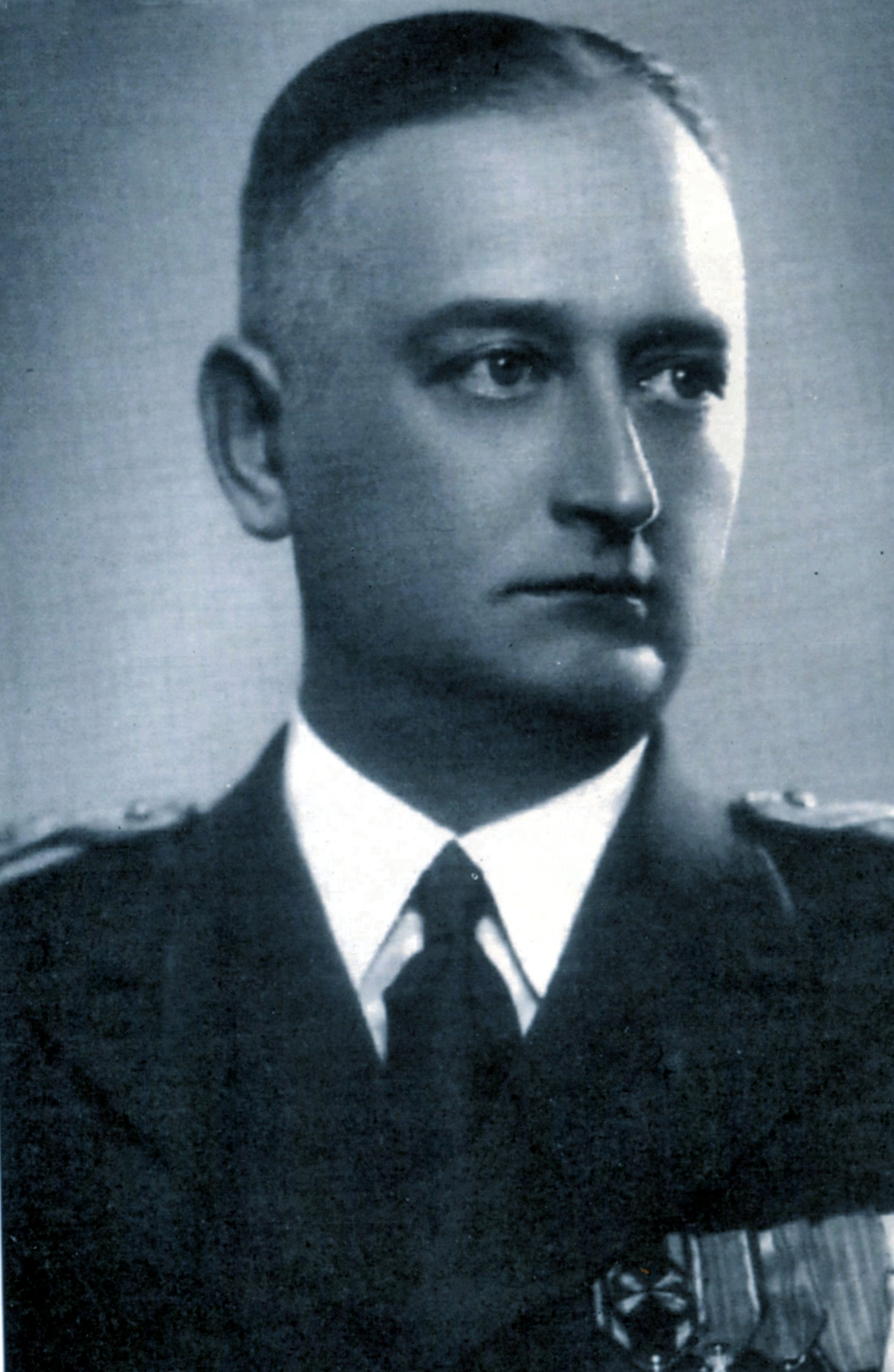
Gheorghe cavaler de Flondor

## Cariera politică

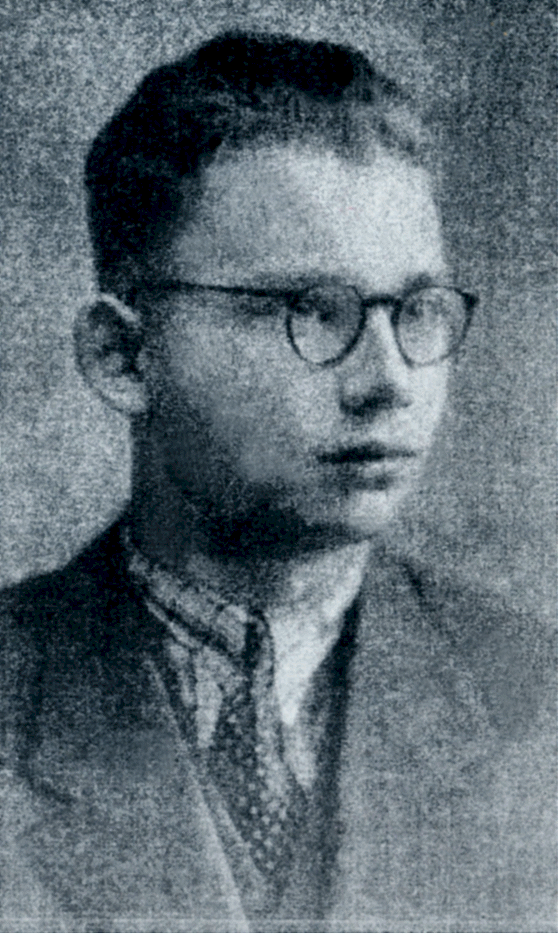
Tudorel Flondor

Gheorghe Flondor s-a născut la data de 31 august 1892, în orașul Roman. Era fiul compozitorului Tudor de Flondor și nepotul de frate al lui Iancu Flondor, conducător al Partidului Național Român din Bucovina și viitor președinte al Adunării Constituante care a votat Unirea Bucovinei cu România. A absolvit în anul 1910 cursurile Liceului de Stat nr. 3 din Cernăuți. În același an s-a înscris la Facultatea de Drept de la Viena, unde a studiat timp de trei ani și și-a susținut o parte din licență, iar ultimul an de studii l-a urmat la Universitatea din Praga.
După absolvirea facultății, este mobilizat în armata austro-ungară. Participă la luptele de pe frontul din Serbia, unde unitatea sa (Regimentul 14 Dragoni) a suferit pierderi grave. Între anii 1915 și 1917 luptă pe frontul rusesc și este înaintat la gradul de sublocotenent. În primăvara anului 1917 luptă pe frontul românesc unde este rănit, fiind apoi îngrijit la spitalul militar din Baden. Refăcut din punct de vedere medical, este trimis pe frontul din Italia și avansat la gradul de căpitan. Este lăsat la vatră la cerere cu puțin timp înaintea sfârșitului ostilităților, sub pretextul îndatoririlor administrative familiale de la Rogojești, lăsate în grija exclusivă a mamei sale, Maria Flondor.
Pentru activitatea sa militară a primit mai multe decorații, astfel Medalia de Curaj în argint de clasa I și clasa II, Medalia de Merit Militar "Signum Laudis" și Ordinul de Merit Militar de clasa a 2-a cu decorație de război (KD.)
În anul 1923 intră în activitatea politică, înscriindu-se în Partidul Național Liberal la sugestia și recomandarea lui Ion Nistor, adversar politic acerb și vrăjmaș pe față al lui Iancu Flondor, unchiul lui Gheorghe. A fost ales ca deputat de Rădăuți în Parlamentul României (1927-1935) și apoi senator PNL de Rădăuți (1935-1937).
În anul 1927 s-a căsătorit cu Lucia Stephanovici (cunoscută mai târziu prin pseudonimul literar Lotte Berg, traducătoare și autoare de cărți pentru copii), fiica lui Raieton și Vera din Rarancea. Din aceasta căsătorie va rezulta un fiu, Tudorel Flondor (n. 1929), om de știință și campion național la șah în anul 1951.
Gheorghe Flondor a mai fost președinte al Băncii Siret și al Uniunii Sindicatelor pentru Exportul Animalelor. În această calitate, a călătorit, în vederea testării unor noi piețe de desfacere, în Austria, Germania, Egipt și Palestina. A mai deținut în două rânduri funcțiile de președinte al Camerei Agricole Rădăuți și director al Băncii de Nord din Cernăuți.

## Rezident regal al ținutului Suceava

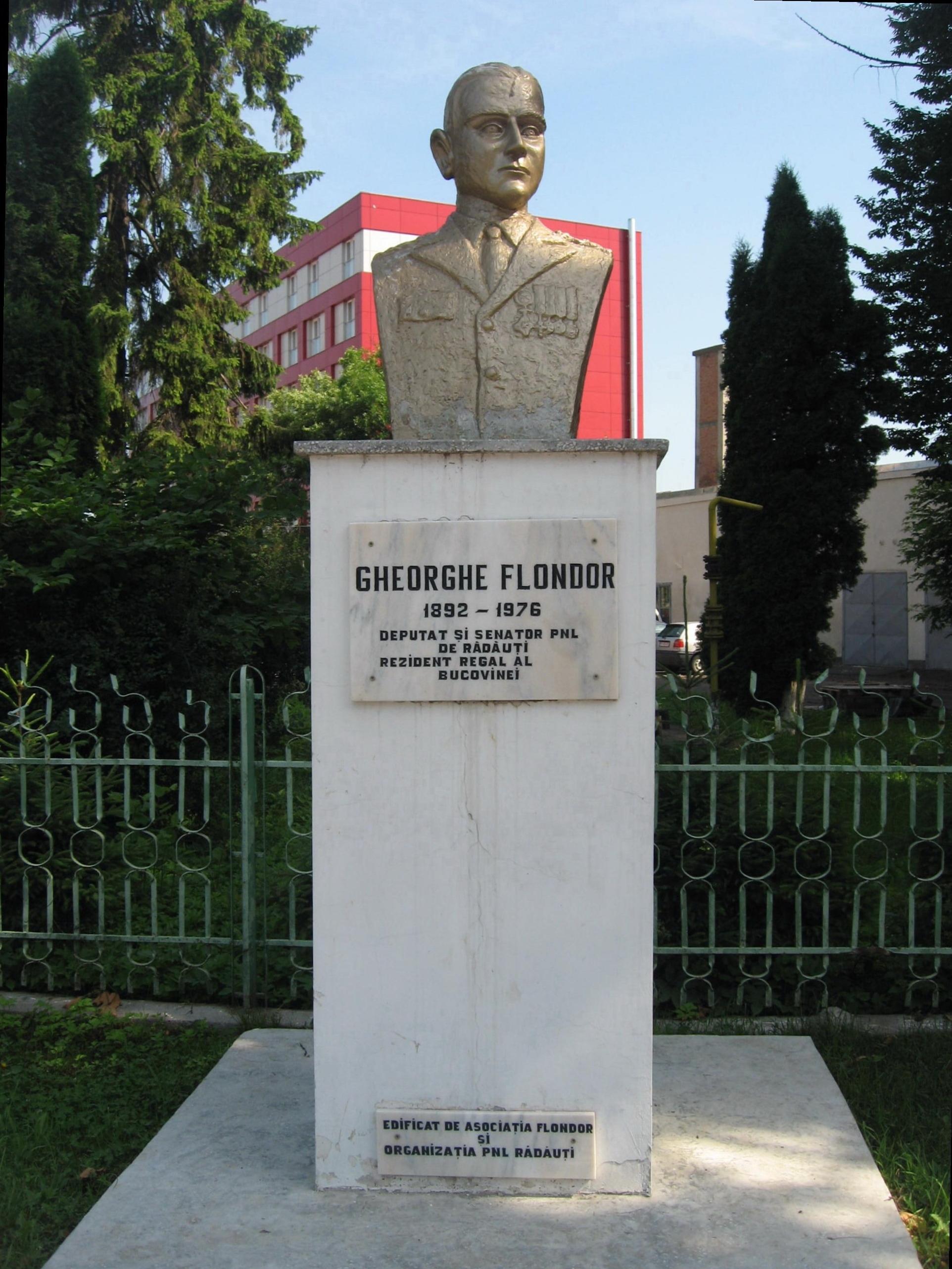
Bustul lui Gheorghe Flondor din Rădăuți.

Gheorghe a fost ales în funcția de consilier al Frontului Renașterii Naționale (1939). După destituirea lui Gheorghe Alexianu (care a fost transferat în fruntea ținutului Bucegi) a fost numit și rezident regal al ținutului Suceava (cu reședința la Cernăuți) în 1 februarie 1939. În data de 7 februarie 1939, Flondor depune jurământul în fața regelui Carol al II-lea, fiind prezent și Armand Călinescu, vicepreședinte al Consiliului de Miniștri.
La sosirea sa la Cernăuți, capitala Rezidenței regale, a fost primit cu toate onorurile cuvenite de către reprezentanții autorităților administrative, bisericești și militare. Din cele 110 persoane ce au fost de față la ceremonia de instalare a noului rezident regal, menționăm doar pe câțiva: colonelul Ionescu – prefectul județului Cernăuți, Nicu Flondor - primarul municipiului Cernăuți, colonelul Rădulescu - primarul orașului Vatra Dornei, profesorul Romulus Cândea – directorul ziarului Suceava, consulul general al Germaniei și Poloniei la Cernăuți, cei ai Olandei, Franței și Suediei.
Programul formulat de el și prezentat cu prilejul instalării sale ca rezident regal prevedeau: 
- ridicarea nivelului de trai al țărănimii greu încercate economic,
- păstrarea ordinii publice, în contextul amenințărilor tot mai agresive din două direcții: mișcarea legionară ultranaționalistă și antisemită, precum și activismul bolșevic importat de peste graniță, din U.R.S.S.

În calitate de rezident regal a avut o serie de contribuții în plan administrativ și urbanistic. El i-a înlocuit pe reprezentanții autorităților locale de alte etnii cu etnici români. Prin dispozițiile sale, el a urmărit asigurarea ordinii publice și combaterea acțiunilor îndreptate împotriva siguranței statului.
În urma ultimatumului sovietic din 26 iunie 1940, Basarabia și nordul Bucovinei au fost încorporate de către Uniunea Sovietică. La data de 28 iunie 1940, la douăzeci și doi de ani de la Unirea patronată de Iancu Flondor, actul de cedare a fost îndeplinit tot de un Flondor. Regele Carol al II-lea al României scria la 29 iunie 1940 în însemnările sale zilnice: “O singură lumină în tot întunericul acesta, este purtarea mai presus de orice laudă a lui Flondor, Rezidentul Regal din Cernăuți. L-am și decorat cu “Pentru Merit”, pentru atitudinea lui cu adevărat frumoasă” .
A contribuit la salvarea de la moarte a 12 familii evreiești . Activitatea sa de Rezident Regal și-a încheiat-o la 23 septembrie 1940 în orașul Vatra Dornei, prin încetarea existenței instituții Rezidenței Regale.

## Prigoana

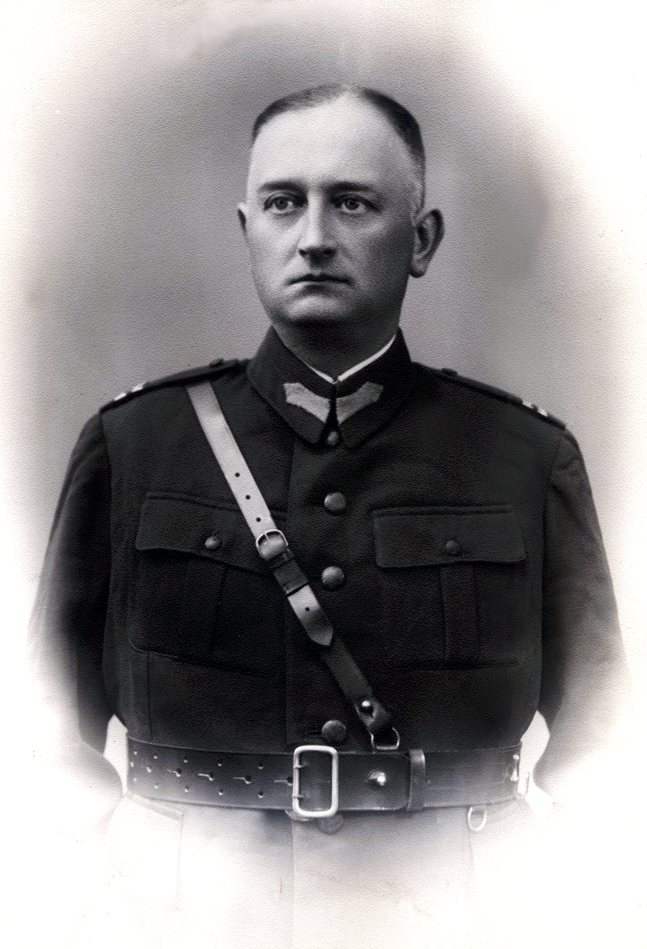
Gheorghe de Flondor 1939

După părăsirea Bucovinei de Nord, Gheorghe Flondor se retrage din orice activitate politică și se stabilește la domeniul său de la Rogojești de lângă orașul Siret, până în octombrie 1940, când pleacă la Sibiu, unde se afla refugiată familia sa. În perioada de după eliberarea nordului Bucovinei de către Armata Română (1941-1944), membrii familiei Flondor s-au mutat din nou la Cernăuți. Odată cu apropierea Armatei Sovietice, ei și-au lichidat afacerile deținute acolo. Gheorghe Flondor s-a refugiat din nou la Sibiu în februarie 1944, ca urmare a reocupării Bucovinei de către ruși.
Reforma agrară din anul 1945 va determina pierderea moșiilor deținute de Gheorghe Flondor, pe lângă creanțele deținute la Cernăuți. Divorțat de soția sa în același an, el a fost silit să-și câștige existența începând din 1950 ca muncitor zilier la Plafar Sibiu. A locuit pe strada Kossuth nr.22 din Sibiu.
Regimul comunist îl va pune la stâlpul infamiei pentru vina de a fi fost rezident regal. La data de 14 aprilie 1952, Gheorghe Flondor a fost arestat de către Direcția Regională Sibiu a Securității Statului. A fost acuzat de săvârșirea infracțiunii de activitate intensă contra clasei muncitoare din România și printr-un ordin administrativ de detenție din 30 mai 1952 a fost încadrat într-o unitate de muncă forțată.
La 29 iunie 1954, organele de anchetă au dispus transferarea sa din penitenciarul Văcărești la Suceava, în scopul continuării cercetării. La 20 aprilie 1956, Procuratura Militară Suceava a înaintat dosarul său către Tribunalul Militar Iași pentru a-l judeca într-un proces public. A fost acuzat de următoarele fapte :
- colaborarea permanentă cu organele de poliție și jandarmerie care au luat măsuri asupra clasei muncitoare și a mișcării revoluționare, în calitatea sa de Rezident Regal;
- primirea de rapoarte periodice privind activitatea elementelor revoluționare din județele Cernăuți, Storojineț, Hotin, Câmpulung, Suceava și Dorohoi, pe baza cărora a prezentat dări de seamă Ministerului de Interne;
- emiterea de dispoziții către organele din subordine pentru a preveni acțiunile cu caracter revoluționar, în urma acestor măsuri fiind arestate și trimise în judecată în anul 1939 un număr de 19 elemente comuniste din Cernăuți;
- ca urmare a indicațiilor sale, Dumitru Zahiu, șeful Poliției Cernăuți, a dispus măsuri de arestare și internare în lagăr a 250 de persoane suspectate de Siguranță pentru activitate revoluționară;
- sprijinirea măsurilor de exploatare a țăranilor săraci, prin interzicerea părăsirii satelor de către țăranii care nu aveau pământ și obligarea lor să muncească la moșierul din satul unde locuiau.

Cu prilejul procesului, un număr de 12 cetățeni români de etnie evreiască din orașul Siret s-au prezentat la Notariatul de Stat al fostului raion Siret, regiunea Suceava, și au semnat o declarație în care afirmau că "în timpul prigoanei rasiale, Gheorghe Flondor a avut o atitudine corectă, democratică și binevoitoare față de populația evreiască, venindu-i în ajutor în momente critice în legătură cu prigoana rasială împotriva evreilor de către autoritățile fasciste". Tribunalul nu a ținut cont însă de această declarație.
Prin sentința nr.675 din 18 iunie 1956 a Tribunalului Militar al Regiunii a II-a Militară și decizia nr. 311 din 13 septembrie 1956 a Tribunalului Suprem – Colegiul Militar, Gheorghe Flondor a fost condamnat la 10 ani detențiune grea și confiscarea totală a averii pentru săvârșirea infracțiunii de activitate intensă contra clasei muncitoare și mișcării revoluționare prevăzută de art 193(1) alin. 1, cu aplicarea art. 157 din Codul penal anterior . Alături de el au mai fost condamnați și bucovinenii Ioan Pihăl (subinspector în Inspectoratul de siguranță Cernăuți, apoi rezident principal SSI al Bucovinei), Dumitru Ostaficiuc (șef al serviciului de siguranță al Inspectoratului de poliție Cernăuți), Silviu Berariu (șef al biroului de siguranță Suceava), Vasile Ostafie (comisar în echipa specială de siguranță din cadrul Inspectoratului Cernăuți), Arcadie Besplitni (împiegat la Biroul lagăre al Inspectoratului de siguranță Cernăuți), Ilie Ilisei (agent de siguranță în cadrul Biroului de siguranță Cernăuți), Aurel Vizitiu (agent în Serviciul de siguranță al Inspectoratului de poliție Cernăuți) și Dumitru Bogaciu (comisar în cadrul Inspectoratului de poliție Cernăuți).
Gheorghe Flondor a declarat recurs împotriva sentinței, dar acesta a fost respins prin decizia nr.311 din 13 septembrie 1956 a Tribunalului Suprem - Colegiul Militar. A fost deținut în penitenciarele Văcărești (1952-1954), Suceava (1954-1956), Oradea (1956), Aiud (1956-1959), Galați și Botoșani.
Este eliberat din închisoare la 12 ianuarie 1962, cu trei luni înainte de termen, fiind deja un om bătrân și suferind. Deși nu mai poseda nimic ca avere, a primit interdicția de a se stabili la ultimele sale rude aflate în viață, la București. I s-a fixat un domiciliu forțat în comuna Lățești, unde a locuit într-un bordei.
Abia în anul 1970 i s-a aprobat să se stabilească la București, locuind la familia Capri cu care era vechi prieten. Gheorghe Flondor a încetat din viață la data de 26 aprilie 1976 în orașul București.

## Reabilitare sa
Procurorul general al Parchetului de pe lângă Curtea Supremă de Justiție a declarat recurs în anulare împotriva sentinței nr.675 din 18 iunie 1956 a Tribunalului Militar al Regiunii a II-a Militară și a deciziei nr. 311 din 13 septembrie 1956 a Tribunalului Suprem – Colegiul Militar, invocând temeiul înscris în art. 410 alin. 1 partea I pct.2 teza I din Codul de procedură penală.
Prin Decizia nr.142 din 9 decembrie 2002, Curtea Supremă de Justiție a admis recursul în anulare declarat de procurorul general al Parchetului de pe lângă Curtea Supremă de Justiție și a casat cele două hotărâri judecătorești din 1956, achitându-i pe toți inculpații din proces și înlăturând pedeapsa complementară a confiscării averii.
Decizia Curții Supreme de Justiție a apreciat că toți cei nouă inculpați nu și-au exercitat în mod abuziv atribuțiile, ci au acționat în limitele impuse de legile existente, din documentele privind activitatea inculpaților nerezultând aspecte de natură a releva un comportament excesiv din partea acestora, practicat în scop vădit represiv și fără să fie justificat de necesitatea menținerii ordinii publice sau a combaterii acțiunilor de destabilizare a statului .
Ca urmare a reabilitării sale, i s-a putut ridica un bust de bronz în orașul Rădăuți, bust care a fost dezvelit la data de 23 mai 2008.